# Korona Gór Rumunii
Korona Gór Rumunii – lista najwyższych szczytów wszystkich pasm górskich Rumunii. 
| Pasmo górskie           | Grupa górska                   | Położenie               | Szczyt                         | Wysokość (m n.p.m.) |
| ----------------------- | ------------------------------ | ----------------------- | ------------------------------ | ------------------- |
| Munții Oașului          | Łańcuch Wyhorlacko-Gutyjski    | Karpaty Wschodnie       | Vârful Piatra Bixadului        | 823                 |
| Munții Gutâi            | Łańcuch Wyhorlacko-Gutyjski    | Karpaty Wschodnie       | Vârful Gutâiul Mare            | 1443                |
| Munții Țibleș           | Łańcuch Wyhorlacko-Gutyjski    | Karpaty Wschodnie       | Vârful Bran                    | 1840                |
| Munții Lăpuș            | Łańcuch Wyhorlacko-Gutyjski    | Karpaty Wschodnie       | Văratec                        | 1348                |
| Munții Maramureșului    | Karpaty Marmaroskie i Bukowina | Karpaty Wschodnie       | Vârful Fărcău                  | 1957                |
| Munții Rodnei           | Karpaty Marmaroskie i Bukowina | Karpaty Wschodnie       | Vârful Pietrosul Rodnei        | 2303                |
| Munții Suhard           | Karpaty Marmaroskie i Bukowina | Karpaty Wschodnie       | Vârful Omu                     | 1932                |
| Munții Bârgău           | Karpaty Marmaroskie i Bukowina | Karpaty Wschodnie       | Vârful Heniul Mare             | 1611                |
| Munții Igniș            | Karpaty Marmaroskie i Bukowina | Karpaty Wschodnie       | Vârful Igniș                   | 1307                |
| Obcina Feredeului       | Karpaty Marmaroskie i Bukowina | Karpaty Wschodnie       | Vârful Veju Mare               | 1494                |
| Obcina Mare             | Karpaty Marmaroskie i Bukowina | Karpaty Wschodnie       | Vârful Scorușet                | 1223                |
| Obcina Mestecănișului   | Karpaty Marmaroskie i Bukowina | Karpaty Wschodnie       | Vârful Lucina                  | 1588                |
| Munții Berzunți         | Karpaty Mołdawsko-Munteńskie   | Karpaty Wschodnie       | Vârful Berzunt                 | 984                 |
| Munții Bistriței        | Karpaty Mołdawsko-Munteńskie   | Karpaty Wschodnie       | Vârful Budacu                  | 1859                |
| Munții Călimani         | Karpaty Mołdawsko-Munteńskie   | Karpaty Wschodnie       | Vârful Pietrosul Călimanilor   | 2100                |
| Munții Ceahlău          | Karpaty Mołdawsko-Munteńskie   | Karpaty Wschodnie       | Vârful Ocolașul Mare           | 1907                |
| Munții Ciucului         | Karpaty Mołdawsko-Munteńskie   | Karpaty Wschodnie       | Vârful Noscolat                | 1553                |
| Munții Giumalău         | Karpaty Mołdawsko-Munteńskie   | Karpaty Wschodnie       | Vârful Giumalău                | 1858                |
| Munții Giurgeu          | Karpaty Mołdawsko-Munteńskie   | Karpaty Wschodnie       | Vârful Prisica                 | 1545                |
| Munții Goșmanu          | Karpaty Mołdawsko-Munteńskie   | Karpaty Wschodnie       | Vârful Cracu Geamăna           | 1442                |
| Munții Gurghiu          | Karpaty Mołdawsko-Munteńskie   | Karpaty Wschodnie       | Vârful Saca Mare               | 1776                |
| Munții Hășmaș           | Karpaty Mołdawsko-Munteńskie   | Karpaty Wschodnie       | Vârful Hășmașul Mare           | 1792                |
| Munții Harghita         | Karpaty Mołdawsko-Munteńskie   | Karpaty Wschodnie       | Vârful Harghita Mădăraș        | 1800                |
| Munții Nemira           | Karpaty Mołdawsko-Munteńskie   | Karpaty Wschodnie       | Vârful Nemira Mare             | 1649                |
| Munții Rarău            | Karpaty Mołdawsko-Munteńskie   | Karpaty Wschodnie       | Vârful Rarău                   | 1651                |
| Munții Stânișoarei      | Karpaty Mołdawsko-Munteńskie   | Karpaty Wschodnie       | Vârful Bivolul                 | 1530                |
| Munții Tarcău           | Karpaty Mołdawsko-Munteńskie   | Karpaty Wschodnie       | Vârful Grindușu                | 1664                |
| Munții Baiului          | Karpaty Zakrętu                | Karpaty Wschodnie       | Vârful Neamțu                  | 1923                |
| Munții Baraolt          | Karpaty Zakrętu                | Karpaty Wschodnie       | Vârful Havad                   | 1019                |
| Munții Bodoc            | Karpaty Zakrętu                | Karpaty Wschodnie       | Vârful Cărpiniș                | 1241                |
| Munții Brețcu           | Karpaty Zakrętu                | Karpaty Wschodnie       | Vârful Mușat                   | 1503                |
| Munții Ciomatu          | Karpaty Zakrętu                | Karpaty Wschodnie       | Vârful Ciomatu Mare            | 1301                |
| Munții Ciucaș           | Karpaty Zakrętu                | Karpaty Wschodnie       | Vârful Ciucaș                  | 1954                |
| Munții Grohotișului     | Karpaty Zakrętu                | Karpaty Wschodnie       | Vârful Grohotișul              | 1768                |
| Munții Întorsurii       | Karpaty Zakrętu                | Karpaty Wschodnie       | Vârful Pilișca                 | 1222                |
| Munții Ivănețu          | Karpaty Zakrętu                | Karpaty Wschodnie       | Vârful Ivănețu                 | 1191                |
| Munții Măgura Codlei    | Karpaty Zakrętu                | Karpaty Wschodnie       | Vârful Măgura Codlei           | 1292                |
| Munții Monteoru         | Karpaty Zakrętu                | Karpaty Wschodnie       | Vârful Monteoru                | 1345                |
| Munții Penteleu         | Karpaty Zakrętu                | Karpaty Wschodnie       | Vârful Penteleu                | 1772                |
| Munții Perșani          | Karpaty Zakrętu                | Karpaty Wschodnie       | Vârful Cetății                 | 1104                |
| Munții Piatra Mare      | Karpaty Zakrętu                | Karpaty Wschodnie       | Vârful Piatra Mare             | 1844                |
| Munții Podu Calului     | Karpaty Zakrętu                | Karpaty Wschodnie       | Vârful Podu Calului            | 1439                |
| Munții Postăvarul       | Karpaty Zakrętu                | Karpaty Wschodnie       | Vârful Cristianu Mare          | 1804                |
| Munții Siriu            | Karpaty Zakrętu                | Karpaty Wschodnie       | Vârful Mălaia                  | 1662                |
| Munții Tătaru           | Karpaty Zakrętu                | Karpaty Wschodnie       | Vârful Tătaru Mare             | 1477                |
| Munții Vrancei          | Karpaty Zakrętu                | Karpaty Wschodnie       | Vârful Goru                    | 1785                |
| Munții Bucegi           | Grupa Bucegi                   | Karpaty Południowe      | Vârful Omu                     | 2505                |
| Munții Leaota           | Grupa Bucegi                   | Karpaty Południowe      | Vârful Leaota                  | 2133                |
| Munții Piatra Craiului  | Grupa Bucegi                   | Karpaty Południowe      | Vârful La Om (Piscul Baciului) | 2238                |
| Munții Țaga             | Grupa Iezer-Păpușa-Făgăraș     | Karpaty Południowe      | Vârful Țagla                   | 1641                |
| Munții Cozia            | Grupa Iezer-Păpușa-Făgăraș     | Karpaty Południowe      | Vârful Ciuha Mare              | 1668                |
| Munții Făgăraș          | Grupa Iezer-Păpușa-Făgăraș     | Karpaty Południowe      | Vârful Moldoveanu              | 2544                |
| Munții Frunții          | Grupa Iezer-Păpușa-Făgăraș     | Karpaty Południowe      | Vârful Munțișor                | 1534                |
| Munții Ghițu            | Grupa Iezer-Păpușa-Făgăraș     | Karpaty Południowe      | Vârful Ghițu                   | 1622                |
| Munții Iezer-Păpușa     | Grupa Iezer-Păpușa-Făgăraș     | Karpaty Południowe      | Vârful Roșu                    | 2470                |
| Munții Căpățânii        | Grupa Parâng-Șureanu-Lotrului  | Karpaty Południowe      | Vârful Nedeia                  | 2130                |
| Munții Cindrel          | Grupa Parâng-Șureanu-Lotrului  | Karpaty Południowe      | Vârful Cindrel                 | 2245                |
| Munții Latoriţei        | Grupa Parâng-Șureanu-Lotrului  | Karpaty Południowe      | Vârful Bora                    | 2055                |
| Munții Lotrului         | Grupa Parâng-Șureanu-Lotrului  | Karpaty Południowe      | Vârful Șteflești               | 2242                |
| Munții Parâng           | Grupa Parâng-Șureanu-Lotrului  | Karpaty Południowe      | Vârful Parângul Mare           | 2519                |
| Munții Șureanu          | Grupa Parâng-Șureanu-Lotrului  | Karpaty Południowe      | Vârfu lui Pătru                | 2130                |
| Munții Țarcu            | Grupa Retezat-Godeanu          | Karpaty Południowe      | Vârful Căleanu                 | 2196                |
| Munții Cernei           | Grupa Retezat-Godeanu          | Karpaty Południowe      | Vârful Dobrii                  | 1928                |
| Munții Godeanu          | Grupa Retezat-Godeanu          | Karpaty Południowe      | Vârful Gugu                    | 2291                |
| Munții Mehedinți        | Grupa Retezat-Godeanu          | Karpaty Południowe      | Vârfu lui Stan                 | 1466                |
| Munții Piule-Iorgovanu  | Grupa Retezat-Godeanu          | Karpaty Południowe      | Vârful Piule                   | 2081                |
| Munții Retezat          | Grupa Retezat-Godeanu          | Karpaty Południowe      | Vârful Peleaga                 | 2509                |
| Munții Tulișa           | Grupa Retezat-Godeanu          | Karpaty Południowe      | Vârful Tulișa                  | 1792                |
| Munții Vâlcan           | Grupa Retezat-Godeanu          | Karpaty Południowe      | Vârful Oslea                   | 1946                |
| Muntele Mic             | Grupa Retezat-Godeanu          | Karpaty Południowe      | Vârful Muntele Mic             | 1802                |
| Munții Bihorului        | Munții Apuseni                 | Góry Zachodniorumuńskie | Vârful Curcubăta Mare          | 1849                |
| Munții Codru-Moma       | Munții Apuseni                 | Góry Zachodniorumuńskie | Vârful Pleșu                   | 1112                |
| Munții Găina            | Munții Apuseni                 | Góry Zachodniorumuńskie | Vârful Găina                   | 1486                |
| Munții Gilăului         | Munții Apuseni                 | Góry Zachodniorumuńskie | Vârful Chicera Comării         | 1475                |
| Munții Meseș            | Munții Apuseni                 | Góry Zachodniorumuńskie | Vârful Măgura Priei            | 996                 |
| Munții Metaliferi       | Munții Apuseni                 | Góry Zachodniorumuńskie | Vârful Poienița                | 1437                |
| Munții Pădurea Craiului | Munții Apuseni                 | Góry Zachodniorumuńskie | Vârful Hodrâncușa              | 1027                |
| Munții Plopiș           | Munții Apuseni                 | Góry Zachodniorumuńskie | Vârful Măgura Mare             | 918                 |
| Munții Trascăului       | Munții Apuseni                 | Góry Zachodniorumuńskie | Vârful Dambău                  | 1369                |
| Munții Vlădeasa         | Munții Apuseni                 | Góry Zachodniorumuńskie | Vârful Vlădeasa                | 1836                |
| Munții Zarand           | Munții Apuseni                 | Góry Zachodniorumuńskie | Vârful Drocea                  | 836                 |
| Muntele Mare            | Munții Apuseni                 | Góry Zachodniorumuńskie | Vârful Muntele Mare            | 1826                |
| Munții Almăjului        | Munții Banatului               | Góry Zachodniorumuńskie | Vârful Svinecea Mare           | 1224                |
| Munții Aninei           | Munții Banatului               | Góry Zachodniorumuńskie | Vârful Leordiș                 | 1160                |
| Munții Dognecei         | Munții Banatului               | Góry Zachodniorumuńskie | Vârful Culmea Poeții           | 617                 |
| Munții Locvei           | Munții Banatului               | Góry Zachodniorumuńskie | Vârful Corhanul Mare           | 735                 |
| Munții Semenic          | Munții Banatului               | Góry Zachodniorumuńskie | Vârful Piatra Goznei           | 1447                |
| Munții Poiana Ruscă     | Munții Poiana Ruscă            | Góry Zachodniorumuńskie | Vârful Padeș                   | 1382                |
| Munții Măcin            | Poza grzbietem Karpat          | Munții Dobrogei         | Vârful Țuțuiatul               | 467                 |